# Манастир (Ярославський повіт)
Манастир (пол. Manasterz) — село в Польщі, у гміні В'язівниця Ярославського повіту Підкарпатського воєводства.

## Назва
У 1977-1981 рр. в ході кампанії ліквідації українських назв село називалося Осетково (пол. Osetkowo).

## Історія
Перша згадка про село походить з документу надання Ярослава з довколишніми селами королем Владиславом Ягайлом Яну з Тарнова 27 листопада 1387 р.
Село було в королівській власності, через що наявні дані в податкових реєстрах. Зокрема, в 1515 р. були 7 ланів ріллі (коло 175 га), млин, піп (отже, була вже церква). Село входило до Перемишльської землі Руського воєводства.
У 1885 р. село належало до Ярославського повіту, була дерев'яна парафіяльна греко-католицька церква Ярославського деканату Перемишльської єпархії, у селі було 904 мешканці (з них на території земель фільварку — 27 мешканців); за конфесійною належністю: 394 римо-католики, 510 греко-католиків.
У 1936 р. в с. Монастир була греко-католицька парафія Сінявського деканату Перемишльської єпархії, яка в селі налічувала 833 парафіянина, а в дочірньому с. Червона Воля — 435. Дерев'яна церква Преображення Господнього була збудована в 1723 р.
На 01.01.1939 в селі проживало 1380 мешканців, з них 760 українців-грекокатоликів, 150 українців-римокатоликів, 450 поляків і 20 євреїв. Село належало до ґміни В'язівниця Ярославського повіту Львівського воєводства.
У середині вересня 1939 року німці окупували село, однак уже 26 вересня 1939 року мусіли відступити, оскільки за пактом Ріббентропа-Молотова правобережжя Сяну належало до радянської зони впливу. 27.11.1939 постановою Верховної Ради УРСР село включене до Любачівського повіту. 17 січня 1940 року територія ввійшла до новоутвореного Синявського району Львівської області. 3 квітня 1940 р. РНК України своєю ухвалою постановила виселити село і мешканців переселили в Ізмаїльську область. У червні 1941, з початком Радянсько-німецької війни, село знову була окуповане німцями і мешканці отримали можливість повернутися в село. В липні 1944 року радянські війська оволоділи цією територією.
У жовтні 1944 року село у складі західних районів Львівської області віддане Польщі.
Українців добровільно-примусово виселяли в СРСР. В 1944—1946 роках 35 сімей (154 особи) української громади були виселені до населених пунктів Станіславської, Львівської та Дрогобицької областей УРСР. Українське населення села, якому вдалося уникнути вивезення до СРСР, попало в 1947 році під етнічну чистка під час проведення Операції «Вісла» і було депортовано на понімецькі землі у західній та північній частині польської держави, що до 1945 належали Німеччині. На їх місце населяли поляків.
У 1975—1998 роках село належало до Перемишльського воєводства.

## Демографія
Населення — 717 осіб (2011), у тому числі 362 жінки та 372 чоловіки.
Демографічна структура станом на 31 березня 2011 року:
|          | Загалом | Допрацездатний вік | Працездатний вік | Постпрацездатний вік |
| -------- | ------- | ------------------ | ---------------- | -------------------- |
| Чоловіки | 358     | 70                 | 259              | 29                   |
| Жінки    | 359     | 86                 | 223              | 50                   |
| Разом    | 717     | 156                | 482              | 79                   |

## Відомі люди
- Смерек Мирослав — маляр-модерніст.
- Рудавський Кирило Інокентійович — лікар, доктор медичних наук.[8]